# Eustomias curtifilis
Eustomias curtifilis is een straalvinnige vissensoort uit de familie van Stomiidae. De wetenschappelijke naam van de soort is voor het eerst geldig gepubliceerd in 2000 door Clarke.